# 片山敬済
片山 敬済（かたやま たかずみ、英: Takazumi Katayama、1951年4月16日 - ）は、兵庫県神戸市須磨区出身のモーターサイクル・ロードレースライダー。1977年に日本出身者として初めてのロードレース世界選手権（WGP）チャンピオン獲得。WGP参戦当時の愛称は「プリンス」。または名前から「zooming cuts（ズーミングカッツ）」。在日韓国人である。（本名：方敬済）。
2011年、災害事業として「一般社団法人バートインターナショナル（岡山県小田郡矢掛町）」および「緊急災害対策チームBERT （バート） 」を設立、同社の代表理事に就任する。

## 戦歴

### WGPデビュー以前
16歳でオートバイ運転免許を取得、ホンダCB450で走り始める。18歳の頃にF1ドライバーを目指し、四輪車でジムカーナを始めるが、先輩から「4輪をやるなら2輪から入れ」との助言を受け、20歳で2輪レースを始める。兵庫県六甲山の走り屋から1971年、神戸木の実レーシングに入りロードレースデビュー。当時のクラス分けのノービス、ジュニア、エキスパートジュニア、を全て一年でクリアし、1974年には当時国内最高峰のセニアクラスに昇格する。神戸木の実レーシング時代からの仲間には毛利良一、江崎正がいる。

### WGP 1974年シーズン
1974年、片山は契約していたヤマハから強引に許可を得てWGPに参戦した。これに対してヤマハは全面的な支援はせず、TZ250を貸与するのみで、メカニックもおらず、片山自身がマシンの整備・チューニングを行った。初めてのヨーロッパを一人で転戦するのは大変だったが、ヨーロッパのヤマハ現地法人であるヤマハNVの契約ライダーのケント・アンダーソン（125ccクラス世界チャンピオン）が面倒見の良い人物で、彼の助けを借りてヨーロッパを転戦した。片山はWGP第6戦のダッチTT（オランダGP）から250ccクラスで参戦。予選で3位になり、決勝レースでも3位を走っていたのだが、リアブレーキのトルクロッドが折れるというトラブルに見舞われてリタイアとなる。参戦開始から3レース目の第8戦スウェーデンGP（アンダーストープ）で早くも独走でGP初優勝を飾る。スペインGPでは不運に見舞われた。トップで走り、このまま行けばランキング2位は確実と思われた状況だったのだが、ブラインドコーナーの立ち上がり地点で、クラッシュしたマシンの消火活動のためにコースを横切っていた消防士と片山が激突してしまった。片山は転倒し、そのままリタイア。消防士は即死という不幸な結果となった。この年はシーズン後半の6戦しか出場しなかったにもかかわらず、ランキング4位を獲得。決勝レースの半分以上は、いったんはトップを走るという活躍を見せた。また、当時、片山はトレードマークとして、テントウムシのイラストをリアカウルに描いてレースに出場していた。
参戦当初は好んで座禅をしたり、日の丸の鉢巻を装着してレースに挑むなど、その奇行と突然変異的な速さから「オリエンタルミステリー」と揶揄されることもあった。片山は集中力を得る方法として座禅を行っていた。
当時のWGPでは、現在のWGPから見ると、各ライダーはかなり強引な走り方をしており、コーナーでイン側に入ると、アウト側のライダーを外側に押し出すようなことが当たり前のように行われていた。アウト側のライダーはそのままではコースアウトしてしまうので、仕方なくスロットルを戻し、イン側のライダーの後方に下がることになる。金谷秀夫もヤーノ・サーリネンとカウリングをぶつけ合いながら走り、そこにフィル・リードも加わり、三つ巴の戦いになるという状況がごく普通であった。相手がスロットルを戻すまで完全に抑えるという意気込みで各GPライダーは走っていた。根本健や河崎裕之もそのような走り方をしていた。片山は富士スピードウェイで飛ばされたことがある。
1974年はケニー・ロバーツもWGPに初参戦したシーズンである。片山と同じ250ccクラスに出場した。このシーズンはイタリアのアエルマッキのエンジンを搭載したハーレーダビッドソンのワークス・マシンが速く、ウォルター・ビラが世界チャンピオンとなった。のちのWGP500ccクラスチャンピオンのフランコ・ウンチーニもアエルマッキのハーレーダビッドソンに乗っていた時期もあった。
次の表は片山の1974年250ccクラスの成績である（インターナショナルレースも含む）。
| Rd. | グランプリ               | サーキット             | 結果     |
| 6   | ダッチTT                 | TTサーキット・アッセン | リタイア |
| 7   | ベルギー                 | スパ・フランコルシャン | 3位      |
|     | インターナショナルレース |                        | 優勝     |
| 8   | スウェーデン             | アンダーストープ       | 優勝     |
|     | インターナショナルレース |                        | 優勝     |
| 9   | フィンランド             | イマトラ               | 5位      |
| 10  | チェコスロバキア         | ブルノ                 | 2位      |
| 11  | ユーゴスラビアグランプリ | オパティア             | リタイア |
| 12  | スペイン                 | モンジュイック         | リタイア |

### 1975年シーズン
1975年は大半を国内レースで過ごす。この年、シーズン途中に米国モーターサイクリスト協会（AMA）のオンタリオ200マイルレースに参戦。総合でケニー・ロバーツに次いで2位となる。結果は、250ccクラスで2位、750ccクラスで4位であった。
当初、片山はAMAのライセンスを取得して、ダートトラックレースやロードレースの全米選手権などに参戦するつもりであったが、AMAのライセンスが取得できなかった。オンタリオのレースはインターナショナルレースだったので、日本のライセンスでもエントリーすることができた。また、片山はアメリカの雰囲気が自分には合わないと感じていた。片山にとって、アメリカの雰囲気はドライ過ぎ、日本の雰囲気はウェット過ぎ、半々ぐらいのヨーロッパの雰囲気が自分に合っていると感じた。

### WGP 1976年シーズン
1975年のシーズンオフに石油ショックのあおりを受けてレース部門縮小を行ったヤマハから契約解除を申し渡される。この時点で片山はレースから足を洗うことも考えたというが、その直後に同じGPライダーのチャス・モーティマーからの誘いを受けて再びWGPに、今度はプライベーターとして参戦することを決意する。
このシーズンは、日本のガスライター会社であるサロメがスポンサーとなった。サロメは既にヨーロッパにおいて自転車レースのスポンサーになっていた。片山は、1975年はヤマハの契約ライダーだったので年収は800万円を超えていたが、1976年はそのような収入はなく、サロメがスポンサーについてはいたがヨーロッパでの生活は苦しく、レース用のマシンも片山自身で購入しなければならなかった。インターナショナルレースで賞金を得ながら、このシーズンから国際モーターサイクリズム連盟（FIM）のもとで開催されるようになったフォーミュラ750（F750）とWGP250ccクラス、350ccクラスに参戦。また、マン島TTレースでは500ccクラスとプロダクション250ccクラス（RD250）に参戦し、このシーズンは約75戦のレースを走った。レースで良い結果を出していたので、受け取るスターティングマネーはトップクラスの金額になったが、1シーズンのレース活動にはそれでも十分ではなかった。日本から呼び寄せた二人のメカニックも生活の酷さに耐えきれず、2 - 3ヶ月で日本に帰ってしまった。結局、知らない人間も含めて8人ぐらいのヘルパーの助けを借りてレースを走ることになる。このシーズンは最終戦のスペインGP以外は全レース走り、ランキングは250ccクラス2位、350ccクラス7位、500ccクラス20位、F750クラス11位であった。
| Rd. | グランプリ       | サーキット                                        | 250ccクラスの結果                                        | 350ccクラスの結果                            |
| 1   | フランス         | ル・マン                                          | 予選落ち（シリンダー焼き付き）                           | 4位                                          |
| 2   | オーストリア     | ザルツブルクリンク                                | レース無し                                               | リタイア（チェンジペダル折損）               |
| 3   | イタリア         | ムジェロ                                          | 2位                                                      | 10位（リアサス2本の旧型TZ350で走る）         |
| 4   | ユーゴスラビア   | オパティア                                        | リタイア（ブレーキトラブル）                             | 3位（マシン不調）                            |
| 5   | マン島TT         | マン島                                            | 2位                                                      | 9位                                          |
| 6   | ダッチTT         | アッセン                                          | 2位                                                      | リタイア（チャンバー破損）                   |
| 7   | ベルギー         | スパ・フランコルシャン 公道サーキット（14.175km） | 11周 155.100km 3位（46'49"2）                            | レース無し                                   |
| 8   | スウェーデン     | アンダーストープ （4.018km）                      | 28周 112.50km 優勝（独走） （50'30"009、平均 133.6km/h） | レース無し                                   |
| 9   | フィンランド     | イマトラ イマトラ市公道サーキット（6.03km）       | 19周 114.57km 2位（47'19"3、平均 145.3km/h）             | 20周 120.60km 予選落ち（転倒）               |
| 10  | チェコスロバキア | ブルノ ブルノ市公道サーキット（13.9375km）        | 13周 141.960km 3位（51'36"34）                           | 14周 152.880km 11位                          |
| 11  | 西ドイツ         | ニュルブルクリンク 公道サーキット（22.81km）      | 6周 137.01km 7位（ヘアピンで転倒）                       | 7周 159.85km 4位（104'25"5、平均 148.9km/h） |
| 12  | スペイン         | モンジュイック 公道サーキット（3.79km）           | 30周 113.7km 不参戦                                      | 30周 113.7km 不参戦                          |

### WGP（3気筒TZ350）

#### 1977年シーズン
1977年も片山はサロメのスポンサーのチームで参戦する。当初はスズキRG500で500ccクラスにも参戦する予定でいたが、RG500が入手できなかったため、250ccクラスと350ccクラスに参戦することになる。今シーズンの初戦はデイトナで、200マイルで3位、100マイル（250cc）で2位となる。
昨シーズン（1976年）は1シーズンでメカニックなどが8人も変わったので、片山は昨シーズン終了後に日本に帰ってからメカニックを探し始める。目星を付けていた人物とは、このシーズン以降、1985年の引退まで片山敬済のチーフメカニックとしてWGPを転戦することになる杉原真一であった。当時杉原は片山義美のマツダ ロータリーエンジンのチューニングを担当するチーフメカニックであったが、片山敬済が何度も頼み込み説得した結果、WGPに一緒に来てもらえることになった。
その後、ヤマハモーターNVと契約した片山は、新開発の3気筒エンジンと従来の2気筒エンジンの2種類のTZ350をサーキットによって使い分け、日本初となるWGP350ccクラスのチャンピオンとなる。
片山はユーゴスラビアGPの前にベルギーで行われたインターナショナルレースで転倒して鎖骨を骨折してしまった。ユーゴスラビアGPの予選の日まで一週間もなかったが片山は手術を受け、スチールプレートとボルトで骨折した鎖骨を固定してユーゴスラビアGPに臨み、350ccで優勝しただけでなく、250ccでも2位になり、人々を驚かせた。
7月29日・30日、イマトラ（フィンランドGP）で行われた決勝レースでは3気筒TZ350を走らせて優勝し、最終戦を待たずに350ccクラスのチャンピオンが確定し、月刊誌『モト・ライダー』（1977年10月号）の表紙を飾った。このレースでは3気筒エンジンの状態は悪く、チェッカーフラッグが振られる時点では2気筒しか動いていなかった。
3気筒TZ350は実質片山スペシャルで、その後まともに乗りこなせたレーサーは存在しない。チャンピオン獲得後のコメントでも「チャンピオンは取れると思っていた。自分ほどチャンピオン取るために準備や努力をしている人間はいないし、取れなければおかしいとさえ思っていた」と述べている（一部『Number』誌より抜粋）。
| Rd. | グランプリ       | サーキット         | 350ccクラスの結果 | 備考                                                |
| 1   | ベネズエラ       | サン・カルロス     | 出場せず          |                                                     |
| 2   | オーストリア     | ザルツブルクリンク | 事故で中止        |                                                     |
| 3   | 西ドイツ         | ホッケンハイム     | 優勝（3気筒）     |                                                     |
| 4   | イタリア         | イモラ             | 3位（3気筒）      |                                                     |
| 5   | スペイン         | ハラマ             | 3位（2気筒）      | ヘアピンが多いコース                                |
| 6   | フランス         | ポール・リカール   | 優勝（3気筒）     | 新フレームを使用                                    |
| 7   | ユーゴスラビア   | オパティヤ         | 優勝（2気筒）     | 1週間前に鎖骨複雑骨折                               |
| 8   | ダッチTT         | アッセン           | リタイア（2気筒） | チェンジペダル折損                                  |
| 9   | ベルギー         | スパ               | —                 | 350ccクラスのレース無し                             |
| 10  | スウェーデン     | アンダーストープ   | 優勝（2気筒）     | デッドヒート                                        |
| 11  | フィンランド     | イマトラ           | 優勝（3気筒）     | 3気筒のうち1気筒が燃焼せず。 世界チャンピオン確定。 |
| 12  | チェコスロバキア | ブルノ             | リタイア          | ニコ・バッカー製フレームを使用。 セッティング出ず。 |
| 13  | イギリス         | シルバーストン     | リタイア          |                                                     |

250ccクラスではランキング4位となる。
| Rd. | グランプリ       | サーキット         | 250ccクラスの結果 | 備考                                                                                                |
| 1   | ベネズエラ       | サン・カルロス     | 出場せず          | |
| 2   | オーストリア     | ザルツブルクリンク | 事故で中止        | |
| 3   | 西ドイツ         | ホッケンハイム     | リタイア          | エンジン焼き付き                                                                                    |
| 4   | イタリア         | イモラ             | 8位               | |
| 5   | スペイン         | ハラマ             | 優勝              | 途中から独走                                                                                        |
| 6   | フランス         | ポール・リカール   | 8位               | 一時先頭を走るが、キャブレターの取り付け不備により、 片手でキャブレターを押さえながらの走行となる。 |
| 7   | ユーゴスラビア   | オパティヤ         | 2位               | 1週間前に鎖骨複雑骨折                                                                               |
| 8   | ダッチTT         | アッセン           | 6位               | |
| 9   | ベルギー         | スパ               | 2位               | ニコ・バッカー製フレームを使用                                                                      |
| 10  | スウェーデン     | アンダーストープ   | 4位               | |
| 11  | フィンランド     | イマトラ           | リタイア          | |
| 12  | チェコスロバキア | ブルノ             | リタイア          | |
| 13  | イギリス         | シルバーストン     | リタイア          | |

1970年代初頭にヤマハのワークスライダーであった本橋明泰は、
「片山は立派だ。世界チャンピオンを獲るには、ただレースに速いだけでは駄目で、生活全般にわたって欧米人ライダーと戦えなければならない。そういう意味でも、彼はよくやったと思う」（本橋）
と讃えている。しかし、片山の世界チャンピオンシップ獲得は日本ではほとんど知られておらず、1977年シーズンのモータースポーツ記者クラブの年間クラブ賞では、片山は世界チャンピオンになったにもかかわらず選考から外れそうになった。しかし数人の記者が片山のことを知っていたので、そのような事態は避けられた。当時はオートバイ雑誌でさえ片山を表紙にしたのは月刊誌『モト・ライダー』（1977年10月号）ぐらいであった。当時、WGPを全戦を取材している日本人はフォトグラファーの木引繁雄しかおらず、木引も多額な自己負担をしながら現地取材をしている状況であった。日本ではライダーもジャーナリストもWGP関連だけの収入では食べていけない時代であった。それだけ日本ではWGPの認知度が低かったのである。泉優二は片山のために記者会見を計画したが、マスコミ関係者を集めることに奔走した。記者会見の会場代やコーヒー代などは泉が自ら負担した。泉は通信社の知人に頼み、片山の世界チャンピオン獲得を配信してもらった。泉は1978年に、ヨーロッパのF2に参戦していた星野一義から「片山さんは、どうやってヨーロッパで戦っているんですか？」と尋ねられたことがある。星野はヨーロッパのドライバーたちの強引な走り方に戸惑っていた。片山も1974年のWGP初参戦時に、コーナー進入時にヨーロッパのライダーに強引にイン側に入られ、ヨーロッパのレースの洗礼を受けた。しかし片山はそれに怯むことなく、次の周では同じことをそのヨーロッパのライダーにやり返した。

#### 1978年シーズン
1978年は、ヤマハNVは日本からYZR500を約1500万円で購入してそれを片山に与え、片山は500ccクラスと350ccクラスに参戦することになる。ヨーロッパのヤマハNV（オランダ）は日本のヤマハ発動機の現地法人であるが、経営は独立採算制になっているため、YZR500を日本のヤマハ発動機から購入しなければならなかった。また、今シーズンのカワサキKR350はとても速く、3気筒TZ350でもかなわなかった。ヤマハNVから与えられたYZR500も、日本のヤマハのワークスマシンのYZR500とは異なるものであった。

350ccクラスでの片山は、サン・カルロス（ベネズエラGP）とニュルブルクリンク（ドイツGP）で優勝して年間ポイントを77獲得し、年間ランキング2位となる。同年のチャンピオンはカワサキのワークスマシンKR350に乗るコーク・バリントンで、6回優勝して年間ポイントを134獲得した。ニュルブルクリンク（西ドイツGP）ではカワサキKR350を駆るコーク・バリントンと死闘を繰り広げ、最後の3周はコークとテールツーノーズでの接戦となり、フレームを折りながらも、トップでチェッカーを受ける。レース後、TZ350のタンクを外して点検するとフレームが折れていた。片山はコークに
「3回も転倒しそうになった」
と話すと、コークも
「わかっていたよ。オレも転がりそうになった」
と言って笑った。この年、二度目のチャンピオンを獲得するチャンスは有ったが、コーク・バリントン＋カワサキKR350の速さに屈する。
1978年シーズンの片山のランキングは、350ccクラス2位、500ccクラス5位であった。各レースの結果は次のとおり。
| Rd. | グランプリ       | サーキット             | 350ccクラスの結果                                                         | 500ccクラスの結果              |
| 1   | ベネズエラ       | サン・カルロス         | 優勝（3気筒TZ350のトラブルにより ニコ・バッカー製フレームの TZ350で走る） | リタイア（先頭を走るが転倒）   |
| 2   | スペイン         | ハラマ                 |                                                                           | 3位                            |
| 3   | オーストリア     | ザルツブルクリンク     | 3位（KR350圧勝）                                                          | リタイア（マシントラブル）     |
| 4   | フランス         | ノガロ （3.120km）     | 36周 112.15km リタイア（ピストン破損）                                    | 40周 124.70km リタイア（転倒） |
| 5   | イタリア         | ムジェロ （5.241km）   | 25周 131.02km 3位（2台のKR350が圧勝）                                     | 29周 151.99km リタイア         |
| 6   | ダッチTT         | アッセン               | リタイア                                                                  | 4位（キャブレタートラブル）    |
| 7   | ベルギー         | スパ・フランコルシャン |                                                                           | 6位                            |
| 8   | スウェーデン     | カールスコーガ         | 3位（KR350が1-2フィニッシュ）                                             | 3位                            |
| 9   | フィンランド     | イマトラ               | 2位                                                                       | 2位                            |
| 10  | イギリス         | シルバーストン         | リタイア                                                                  | 9位                            |
| 11  | 西ドイツ         | ニュルブルクリンク     | 優勝（コーク・バリントンと死闘）                                          | 5位                            |
| 12  | チェコスロバキア | ブルノ                 | 6位                                                                       |                                |

片山は500ccマシンでも350ccマシンを走らせるときと同じようなライディングをしていたために500ccマシンでは思ったように速く走ることができなかった。その上、片山に貸与されたYZR500よりもスズキRG500の方が速かった。片山はRG500に乗るパット・ヘネンに次のようなジョークを言われた。
「おまえの500はカメより遅いな」（ヘネン）

### WGP（NR500）
1979年はNR500でWGPに復帰するホンダからオファーを受け契約。ホンダと契約した理由を片山は次のように語っている。「ひと言でいえば、ホンダが好きだからです」。

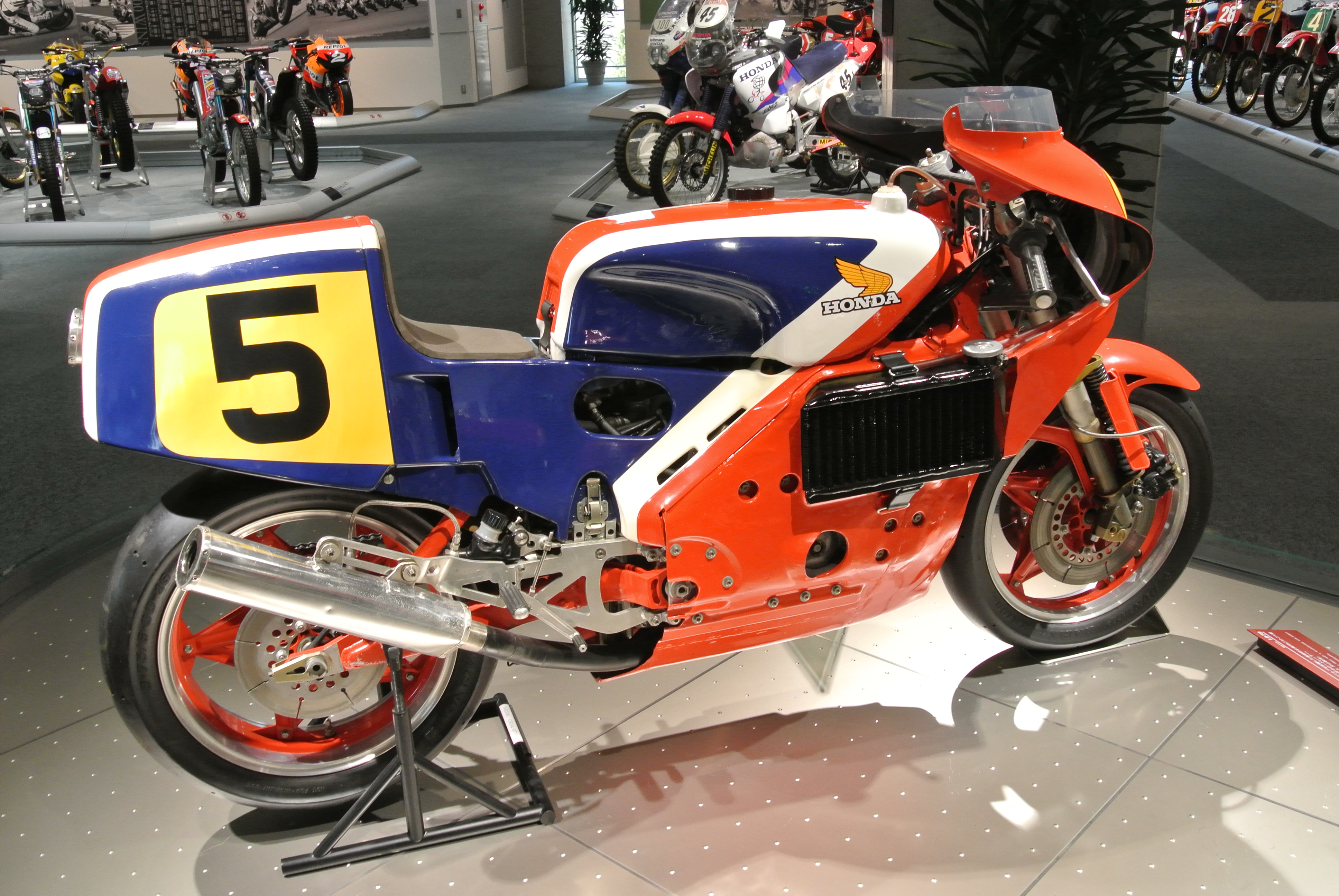
1979年型ホンダ・NR500

この時ホンダが用意した、革新的な楕円ピストン（1気筒あたり8バルブ2プラグ）を採用した新開発4ストロークV型4気筒マシーン・NR500は思うように開発が進まず成績も低迷する。
1979年シーズンは、イギリスGP（シルバーストン）とフランスGP（ル・マン）のみ参戦するが、2レースともリタイアとなる。
1980年は途中から参戦し、スズキの市販ロードレーサーRGB500でもレースに出場し、ミザノ（イタリアGP）とハラマ（スペインGP）、ポールリ・カール（フランスGP）でポイントを獲得した。
1981年は片山はレースをしていく上でもっとも苦労したシーズンであったが、NR500は片山にとって夢のあるマシンでもあった。しかし、片山は、NR500ではポイントを獲得することができなかった。NR500の3年間は、グランプリ・ライダーとして一番良い時期を無駄にし、もしスズキRG500に乗っていたらチャンピオンになれたかもしれない、と言われ、片山はホンダのテストライダーに成り下がってしまった、と言う人もいた。片山自身もNR500から10年を経て次のように語っている。
「今では時効かな…」「あの3年間、レーサーとして棒にふったな…」（片山）

### WGP（NS500）

#### 1982年シーズン
1982年はホンダが新たに軽量コンパクトな2ストロークV型3気筒エンジン搭載のNS500を実戦投入。片山はNR500からNS500に乗り換えてみて、自身のライディング技術が落ちていることを実感した。「ヒラリング」の技術が落ちていたのだ。以前片山はホンダCB250RSの宣伝をしているときに「ヒライヒラリの感覚」と語っていたのだが、その感覚がNR500の3年間で鈍麻していたのだ。それでも第10戦スウェーデンGP（アンデルストープ・サーキット）で優勝する。第13戦サンマリノGP（ムジェロ・サーキット）でもファーステストラップを叩き出し、フレディ・スペンサーよりも速いラップタイムで走ることができた。ただ片山の場合は調子を上げてきてトップクラスの速さになったに過ぎず、スペンサーのように常にトップクラスの速さを維持できる状態には至っていなかった。
このシーズンのWGP500ccクラスはライダーとレース主催者との間で一波乱あった。第3戦フランス（ノガロ）が、片山も含めてほとんどのワークスライダーにボイコットされた。その理由は、ノガロの路面状態が悪く安全上問題があり、またパドックの状態も悪いためであった。
1982年シーズンの片山の戦績は以下のとおり。
| Rd. | グランプリ           | サーキット             | 500ccクラスの結果                          |
| 1   | アルゼンチン         | ブエノスアイレス       | 6位（全力で走っての結果）                  |
| 2   | オーストリア         | ザルツブルクリンク     | 9位（周回遅れになる）                      |
| 3   | フランス             | ノガロ                 | レースをボイコット                         |
| 4   | スペイン             | ハラマ                 | 6位                                        |
| 5   | イタリア             | モンツァ               | 7位                                        |
| 6   | オランダ（ダッチTT） | アッセン               | 8位                                        |
| 7   | ベルギー             | スパ・フランコルシャン | リタイア                                   |
| 8   | ユーゴスラビア       | オパティヤ             | 5位                                        |
| 9   | イギリス             | シルバーストン         | リタイア                                   |
| 10  | スウェーデン         | アンダーストープ       | 優勝                                       |
| 11  | サンマリノ           | ムジェロ               | ファステストラップを出したが、転倒リタイア |
| 12  | 西ドイツ             | ホッケンハイム         | 18周                                       |

#### 1983年シーズン
1983年、片山は専属トレーナーを伴ってWGPを転戦することにした。そして今シーズンは昨シーズン終盤からの好調を維持し、GP史上に残る激しいトップ争いを行っていたフレディ・スペンサーとケニー・ロバーツとの間に割って入る活躍を見せる。ダッチTT（オランダGP）のレース終盤では、先頭を走っていたケニーは勝利を確信してスピードを落としていたが、その背後から片山が迫っていた。しかし、ケニーはそのことに気付かず、チェッカーフラグが振られたときにはケニーと片山の差はわずか0.19秒であった。ケニーが優勝し、片山は2位となる。レース後、ケニーは
「ぼくは、タカズミとは3秒以上差があると思っていたよ。本当さ。君は、ぼくとタカズミの差が1.8秒に見えたかい？  だからゆっくり行ったんだ」（ケニー・ロバーツ）
片山もレース終了後に、彼を囲む各国の報道陣に次のように語った。
「今年、最高のレースだったよ」（片山）
しかし、最終戦のサンマリノGPで転倒、背骨を圧迫骨折する重傷を負ってしまい、ランキング5位に終わる。
このシーズンは優勝はできなかったが、2位2回、3位2回という成績を残し、表彰台に4回上がった。第1戦と第2戦、最終戦がノーポイントのためにランキングは5位になってしまったが、スペンサー（1983年世界チャンピオン）やランディ・マモラ（1983年ランキング3位）は、
「カタヤマは実質的には3位だよ」（フレディ・スペンサー、ランディ・マモラ）
と語っている。
1983年シーズンのグランプリでケニー・ロバーツとフレディ・スペンサーの戦いに加わることができたライダーは片山とマモラの2人ぐらいであったが、2人とも「彼らにはとてもかなわない」と言い、片山は「彼らは神の領域に入っている」「彼らに追いつこうと思ったら死んじまうよ（苦笑）」と談話を述べていた。1983年のケニーとフレディの走りはそれ程凄いものであった。
1983年シーズンの結果は次のとおり。
| Rd. | グランプリ           | サーキット             | 500ccクラスの結果                             |
| 1   | 南アフリカ           | キャラミ               | リタイア                                      |
| 2   | フランス             | ル・マン               |                                               |
| 3   | イタリア             | モンツァ               | 5位                                           |
| 4   | 西ドイツ             | ホッケンハイム         | 2位                                           |
| 5   | スペイン             | ハラマ                 | 3位                                           |
| 6   | オーストリア         | ザルツブルクリンク     | 4位                                           |
| 7   | ユーゴスラビア       | リエカ                 | 5位                                           |
| 8   | オランダ（ダッチTT） | アッセン               | 2位（優勝したケニー・ロバーツとの差は0.19秒） |
| 9   | ベルギー             | スパ・フランコルシャン | 4位                                           |
| 10  | イギリス             | シルバーストン         | 6位                                           |
| 11  | スウェーデン         | アンダーストープ       | 3位                                           |
| 12  | サンマリノ           | イモラ                 | 転倒リタイア（背骨圧迫骨折）                  |

#### 1984年シーズン
1984年のシーズン前半は、前年に負った圧迫骨折の療養のため参戦できず、思うような成績も残せなかった。

#### 1985年シーズン
1985年はホンダワークスを離れ、自らのチーム（Racing team KATAYAMA）を率い、ホンダからのマシン貸与という形で新たにロスマンズのサポートを受けて従来のNS500で参戦する。

片山はNS500のフレームに、HRC純正のもののほかに、RS500用のニコ・バッカー製フレームも使用した。このフレームは、キャスター・アングルとトレイルが可変式である。ニコ・バッカーは片山の注文によりフレームを作り変えを行っている。エンジンはメカニックの周郷弘貴が組み直している。周郷曰く「組み直すとバッチリ走るから。工場で組むときはそんなに丁寧でもないし、神経を使っているわけでもないから」。この年、片山は最初のレースとして4月14日に開催されるイモラ200選んだ。WGPの第1戦は3月下旬に南アフリカ共和国のキャラミ・サーキットで開催されたのだが、片山はこのレースには出場せず、片山のマネージャーのジョン・ドシォスの家でテレビ観戦していた。テレビのアナウンサーから「片山」という言葉が出ると、ジョンが同席していた泉優二に向かって次のように通訳した。「片山は南アフリカGPには（アパルトヘイトに）抗議して不参加」（ジョン・ドシォスによる通訳）。イタリアのイモラで行われたイモラ200マイルレースの第1ヒートでは、片山はエディ・ローソン、ランディ・マモラについで3位に入った。第2ヒートでは、ガソリンタンク下部の部品の取り付けの不備によりピットインしたためにタイムをロスし、6位となってしまったが、総合で3位になった。今シーズンの片山にとってのWGP第1戦目は、WGP第2戦のスペインGP（ハラマ・サーキット）である。決勝レースでは3位を走っていたのだが、11周目にクラッシュしてしまった。第6戦ユーゴスラビアGP（リエカ）では、序盤戦でフレディ・スペンサーと4位争いをしていたが、高速コーナーでローサイドクラッシュをしてしまい、肋骨と首を痛めてしまった。

新型V4マシーンNSR500をはじめとするライバルに戦いを挑むも、1983年のような速さを取り戻せず、第8戦のベルギーGP（スパ・フランコルシャン）で8位入賞後、次のフランスGP（ル・マン）の予選終了後に突如として声明を発表。レーサーを引退した。
後に「レースを走りたいと思っていない自分に気付いたから」と引退の理由を語っている。
「レースに燃えるものがなくなったので」（片山）とも語っている。

### レーシングチーム監督
1986年から前出のRacing team KATAYAMAで監督として全日本ロードレース選手権に本格参戦。国際A級を目指す国内の若手・堀良成、鈴木博之、鈴木淳を抜擢、ジュニア250ccクラスへの参戦チームとしては異例の恵まれた体制で市販レーサー・RS250Rを用意して参戦させ、国際A級250ccクラスには世界選手権(WGP)への進出を熱望していた喜多祥介、ベテランの菊池正剛、新井亮一の3人体制でRS250Rにて参戦。世界選手権250ccクラスへはフランス人のベテランジャン・フランソワ・バルデを起用。負傷により長期欠場してはいたが、片山以来のグランプリ優勝の期待があった1983全日本チャンピオン・福田照男をワークスマシンNSR250で参戦させる体制を作った。福田は負傷に苦しみ戦列復帰できず現役引退を発表し、代わりにシーズン途中からイタリアのベテランバージニオ・フェラーリが加入。WGP500ccにはレイモン・ロッシュを起用しNS500で参戦。東亜国内航空（全日本選手権）やロスマンズ（世界選手権）のスポンサードもあり、バルデが世界ランキング5位、ロッシュがランキング7位を獲得。
1987年になるとWGP250にステファン・メルテンスとドニー・マクレオドを起用し、オリジナル設計のカーボンフレームにホンダエンジンを搭載したマシン「SEKITOBA」を投入しての実戦や開発にも着手。国内では同年に国際A級に昇格した堀と鈴木が安定感を増し、1988年になると全日本選手権の年間ランキング3位（堀良成）と5位（鈴木淳）を獲得などチーム運営はいくつかの成功を経たのち、数年で解散。日本人最後の「コンチネンタルサーカス」具現者として活動した。

### ダカール・ラリー（ドライバー）
1990年・1991年にはダカール・ラリーにも参戦し、1990年は三菱自動車のサポートを受けパジェロ改のPX33で出走し、総合25位で完走、1991年は日産・パルサーをベースとしたオリジナルマシンで出走したが、結果は途中リタイアとなった。

## 戦績
- 1971年 - 全日本ロードレース選手権ノービス250デビュー（ヤマハTD2）
- 1972年 - 全日本ロードレース選手権ジュニア251cc以上チャンピオン
- 1973年 - 全日本ロードレース選手権エキスパートジュニア750チャンピオン
- 1974年 - ロードレース世界選手権250ccクラス、ランキング4位（ヤマハ）
- 1975年 - 全日本ロードレース選手権セニア750（ヤマハTZ750）
- 1976年 - ロードレース世界選手権250ccクラス、ランキング2位（ヤマハ）
  - ロードレース世界選手権350ccクラス、ランキング7位（ヤマハ）
  - ロードレース世界選手権500ccクラス、ランキング26位（ヤマハ）
- 1977年 - ロードレース世界選手権350ccクラス、チャンピオン（ヤマハTZ350）
  - ロードレース世界選手権250ccクラス、ランキング4位（ヤマハ）
- 1978年 - ロードレース世界選手権350ccクラス、ランキング2位（ヤマハTZ350）
  - ロードレース世界選手権500ccクラス、ランキング5位（ヤマハYZR500）
- 1979年 - ロードレース世界選手権500ccクラス、ノーポイント（ホンダNR500）
- 1980年 - ロードレース世界選手権500ccクラス、ランキング10位（ホンダNR500、スズキRGB500）
- 1981年 - ロードレース世界選手権500ccクラス、ノーポイント（ホンダNR500）
- 1982年 - ロードレース世界選手権500ccクラス、ランキング7位（ホンダNS500）
  - ロードレース世界選手権500ccクラス・スウェーデンGPで優勝。
- 1983年 - ロードレース世界選手権500ccクラス、ランキング5位（ホンダ）
- 1984年 - ロードレース世界選手権500ccクラス、ランキング13位（ホンダ）
- 1985年 - ロードレース世界選手権500ccクラス、ランキング17位（ホンダ）

| 順位     | 1  | 2  | 3  | 4 | 5 | 6 | 7 | 8 | 9 | 10 |
| ポイント | 15 | 12 | 10 | 8 | 6 | 5 | 4 | 3 | 2 | 1  |

（凡例）（太字はポールポジション、斜体はファステストラップ）
| 年     | クラス | チーム | マシン | 1      | 2      | 3      | 4     | 5      | 6      | 7      | 8      | 9      | 10     | 11     | 12     | 13    | ポイント | 順位 | 優勝回数 |
| ------ | ------ | ------ | ------ | ------ | ------ | ------ | ----- | ------ | ------ | ------ | ------ | ------ | ------ | ------ | ------ | ----- | -------- | ---- | -------- |
| 1974年 | 250cc  | ヤマハ | TZ250  | GER -  | NAT -  | IOM -  | NED - | BEL 3  | SWE 1  | FIN 5  | CZE 2  | YUG -  | ESP -  |        |        |       | 43       | 4位  | 1        |
| 1976年 | 250cc  | ヤマハ | TZ250  | FRA -  |        | NAT 2  |       | IOM 2  | NED 2  | BEL 3  | SWE 1  | FIN 2  | CZE 3  | GER 7  | ESP -  |       | 73       | 2位  | 1        |
| 1976年 | 350cc  | ヤマハ | TZ350  | FRA 4  | AUT -  | NAT 10 | YUG 3 | IOM 9  | NED -  |        |        | FIN -  | CZE 11 | GER 4  | ESP -  |       | 28       | 7位  | 0        |
| 1976年 | 500cc  | ヤマハ | TZ500  | FRA -  | AUT WD | NAT -  |       | IOM 4  | NED -  | BEL -  | SWE -  | FIN -  | CZE -  | GER -  |        |       | 8        | 26位 | 0        |
| 1977年 | 250cc  | ヤマハ | TZ250  | VEN -  | GER -  | NAT 8  | ESP 1 | FRA 8  | YUG 2  | NED 6  | BEL 2  | SWE 4  | FIN -  | CZE -  | GBR -  |       | 58       | 4位  | 1        |
| 1977年 | 350cc  | ヤマハ | TZ350  | VEN -  | GER 1  | NAT 3  | ESP 3 | FRA 1  | YUG 1  | NED -  |        | SWE 1  | FIN 1  | CZE -  | GBR -  |       | 95       | 1位  | 5        |
| 1978年 | 350cc  | ヤマハ | TZ350  | VEN 1  |        | AUT 3  | FRA - | NAT 3  | NED -  |        | SWE 3  | FIN 2  | GBR -  | GER 1  | CZE -  | YUG - | 77       | 2位  | 2        |
| 1978年 | 500cc  | ヤマハ | TZ500  | VEN -  | ESP 3  | AUT -  | FRA - | NAT -  | NED 4  | BEL 6  | SWE 3  | FIN 2  | GBR 9  | GER 5  |        |       | 53       | 5位  | 0        |
| 1979年 | 500cc  | ホンダ | NR500  | VEN -  | AUT -  | GER -  | NAT - | ESP -  | YUG -  | NED -  | BEL -  | SWE -  | FIN -  | GBR NC | FRA -  |       | 0        | -    | 0        |
| 1980年 | 500cc  | スズキ | RG500  | NAT 6  | ESP 4  | FRA 6  |       |        |        |        |        |        |        |        |        |       | 18       | 10位 | 0        |
| 1980年 | 500cc  | ホンダ | NR500  |        |        |        | NED - | BEL -  | FIN -  | GBR 15 | GER 12 |        |        |        |        |       | 18       | 10位 | 0        |
| 1981年 | 500cc  | ホンダ | NR500  | AUT 13 | GER -  | NAT -  | FRA - | YUG -  | NED NC | BEL -  | RSM -  | GBR -  | FIN -  | SWE -  |        |       | 0        | -    | 0        |
| 1982年 | 500cc  | ホンダ | NS500  | ARG 6  | AUT 9  | FRA -  | ESP 7 | NAT 7  | NED 8  | BEL -  | YUG 5  | GBR NC | SWE 1  | RSM NC | GER 4  |       | 48       | 7位  | 1        |
| 1983年 | 500cc  | ホンダ | NS500  | RSA NC | FRA -  | NAT 5  | GER 2 | ESP 3  | AUT 4  | YUG 5  | NED 2  | BEL 4  | GBR 6  | SWE 3  | RSM -  |       | 77       | 5位  | 0        |
| 1984年 | 500cc  | ホンダ | NS500  | RSA -  | NAT -  | ESP -  | AUT - | GER -  | FRA -  | YUG -  | NED 8  | BEL -  | GBR 8  | SWE 4  | RSM NC |       | 14       | 13位 | 0        |
| 1985年 | 500cc  | ホンダ | NSR500 | RSA -  | ESP NC | GER 11 | NAT - | AUT 14 | YUG NC | NED NC | BEL 8  | FRA -  | GBR -  | SWE -  | RSM -  |       | 3        | 17位 | 0        |

## レース活動関連の事柄

### 1977年のレース活動等

#### プライベーターとワークス その時代背景
片山は、オランダのヤマハ現地法人（NV）と契約するに至ったが、その身分は、以降のミドルクラス、ソノートのクリスチャン・サロン、ベネズモトのカルロス・ラバードと比較してもワークスやセミワークスと呼ぶには余りにも脆弱な体制であり、ヤマハのレース年表にもあくまで「プライベーターとして最後の世界チャンピオン」と記されている。片山の立場はシュバリエやハリスといったコンストラクターのマシンを走らせているレーサーと同じ立場との考えで、普及契約（ヤマハ・モータースポーツ普及課）を断ってヨーロッパに渡った片山の微妙な立場が見て取れる。
250cc・350ccクラスだけ見ても、コーク・バリントンやアントン・マンクが片山のチャンピオン獲得後、ケン鈴木率いるカワサキワークス（KR250・KR350）で圧勝を繰り返す。70年代後半の350ccクラスは、ただ1勝を挙げるだけでも困難だった時代であり、250ccにしてもカワサキワークスが撤退する83年までプライベーターの勝利は遠いものであった。
77年片山のチャンピオン獲得は、以降多くのプライベーターを勇気づけ、｢WGPを支えているのはワークスではない。多くのプライベーター達だ｣とのヨーロッパ、コンチネンタルサーカスの常識を形成する。

#### 3気筒TZ350
3気筒TZ350は、ヤマハのオランダの現地法人ヤマハNVが開発・製作したマシンで、これは250ccのTZに1気筒追加して350ccにしたエンジンを搭載していた。1977年と1978年に片山敬済が走らせ、1977年に350ccクラスのチャンピオンとなる。エンジン出力は約80PS。キャブレターは当初はミクニ、その後レクトロンに変更した。これはメインジェットがなく、ニードルジェットだけで調整する仕様であった。ラジエーターはTZ750用を使用。車重は128kg（2気筒TZ350は118kg）。3気筒TZ350は直線は速いが、コーナリング性能は悪い。このような特性から、片山は、タイトターンが多いサーキットでは2気筒TZ350を、平均速度の速いサーキットでは3気筒TZ350を選んで走った。この3気筒エンジンはセッティングが合えば2気筒エンジンより10PS近い大きな出力と速度が期待できるそうである。エンジンの開発はケント・アンダーソンが担当した。
節「1977年シーズン」にある「実質片山スペシャル」とは、高出力化を図ったピストンリードバルブエンジンゆえの宿命であり、余りにもピーキーなエンジン特性で他のヤマハ契約レーサーが乗りこなすことが困難であったためである。当時、ハードライディングと傑出したテクニックで他の追随を許さなかった片山の存在こそが、3気筒TZ350の快走には欠かせなかったということだ。

#### ヤマハNV
ヤマハNV（ヤマハモーターNV）は、ヤマハのオランダの現地法人である。当時のヨーロッパのヤマハNVは日本のレーシングチームとある程度競争していた。日本から来るレーシングチームはレースに勝つと日本に帰ってしまうが、ヨーロッパのヤマハNVはレースに勝つことのほかに、売り上げの向上、バイクレース文化の発展を目的とし、それが結果としてメーカーにフィードバックされると考えていた。勝つことだけを目的にヨーロッパにやって来る日本のレーシングチームとはバイクに対する考え方が異なっていた。

#### WGPの日本人
1977年シーズンのWGP全戦に参戦する日本人レギュラーライダーは根本健だけであった。韓国人である片山も全戦参戦していた。浅見貞男はフル参戦させてもらえなかった。
WGP全戦を取材するジャーナリストもフォトグラファーの木引繁雄ぐらいで、しかも彼は家はもたずにキャンピングカーで寝泊まりし、1泊500円ぐらいのキャンプ場で生活していた。

### 1978年のレース活動等

#### テレビでのドキュメンタリー番組
フィンランドGP（イマトラ）では、昨シーズン、片山が世界チャンピオンを確定させた場所であり、この年のレースのパンフレットの表紙やポスターには片山の写真が使われていた。また、泉優二が制作した片山敬済のドキュメンタリー番組が『木曜スペシャル』（日本テレビ）で放送された。

### 1983年のレース活動等

#### タンクのストッパー
片山はNS500のタンクのシート側に瘤のようなものをガムテープで取り付けていた。コーナーでハングオフした時に太股をこの瘤に当ててストッパーとしていた。

#### モーターホーム
片山はパドックにモーターホームを入れている。全長は10mを越すと思われるほどの大きさである。そのモーターホームの外観は、他のライダーたちのモーターホームもそうなのだが、汚れている。プライベート・ライダーたちのキャンパーの外観も汚れている。これは、レースをしていく上で、車体の汚れに気を使う余裕がないということを表している。
片山のモーターホームの運転席はかなり高い位置にあり、運転席の隣りの助手席は広く、大人が二人座る事が出来るほどある。助手席の後ろには回転が可能な一人用の座席があるが、この座席もかなり大きい。運転席後部から車体中央部まではソファーがあり、中央には取り外しができるテーブルが設置されている。この部分の広さは約3畳である。車体中央部分には台所があり、水はモーターホーム屋上に設置されたタンクから供給される。台所には流し台や電子レンジ、冷蔵庫、食品貯蔵庫などが設置されている。モーターホーム内の暖房はガス暖房である。そして、モーターホームの設備を稼働させるための動力源は、ピットからケーブルで引いてきた電気である。台所の奥にはシャワールームとトイレ、クローゼットがある。クローゼットの中には常時2 - 3着のライダースーツが掛けられている。最後尾には4畳半ほどの寝室があり、ソファーベッド式になっており昼間は応接室のようにもなる。このモーターホームは、2DKのマンションが車になった、という感じのものだった。
モーターホームは価格が高いため一部のトップライダーしか所有することができなかった。パドックに最初にモーターホームを持ち込んだのはケニー・ロバーツであるが、片山はケニーのモーターホームを見て、翌年はケニーのものより大きなモーターホームを持ち込んだため、ケニーはムッとした表情を浮かべていた。最大のモーターホームを持っていたのはフレディ・スペンサーであった。

### 1985年のレース活動等

#### 活動拠点をオランダからフランスへ
1985年、片山はレース活動の拠点をオランダからフランスのニースへ移した。片山の家の敷地内にはメカニックの杉原真一と周郷弘貴の住居もある。片山の住居のガレージがNS500の整備スペースである。

### 片山の走り NRとの関わり
1977年にチャンピオンを決めたフィンランドのイマトラは、コース内に踏切のジャンピングスポットがある公道GPコースであり、片山が得意としていたコースの一つである。また、70年代の雨のグランプリでは他を寄せ付けない速さを見せ「雨の片山」との異名を持っていた。このことから｢片山は悪条件下で速いと｣評する向きもあるが、70年代はとにかく「速かった」のである。70年代末期から80年代初頭に開発が進まないNR500と過ごした時期については、引退後の自著『片山敬済 AURA LEGEND』誌の文中「NR時代を過ごしたおかげで"ヒラリング"技術が低下した」（p184）と自らのコーナリングテクニックについて述懐している。そんな不遇の80年代初頭には、ホンダでのGP参戦すら適わない状況の中、市販ロードレーサースズキRGB500で4位入賞も果たしている。TZ350での快走や、テストもままらない500ccクラスでのプライベート・スズキRGB500での上位入賞などを背景にすると、｢片山の走り｣とは、どんなバイクも速く的確に乗りこなせてしまう適応性が高いタイプ（同じようなタイプは平忠彦もコメントしているエディ・ローソンが挙げられる）。その過剰なまでの自信が、当時常識を逸脱したホンダNR4ストローク500ccのGPマシンでのチャレンジに向かわせたのだろうが、レーサーとして脂の乗り切った4年もの歳月を「無駄」に過ごした代償は余りにも大きかったと、以後のモータースポーツシーンで語られる場合が多い。

## 人物
- ライダーとしての現役引退後は様々は事業・活動を手掛けている。【レーシングチームカタヤマ（RTK）】、【RTKレディース】、【ジャパンバイク協会 設立準備委員長】、【スポーツアーティスト協会 理事長】、【カタヤマズバイクスクール】、【「双輪道」教祖】、【オートバイ情報サイト「デジバイクドットコム株式会社」】、【緊急災害対策チームBERT】、【ICO 仮想通貨による資金調達 Bert Club Coin（BCC）】など。 いずれの事業・活動もその後の沿革等は不明である。
- 1976年シーズンにランキング2位になったとき、天才、プリンスなどと言われるようになったが、片山自身は自分のことを素質のある秀才だと思っている[71]。

- 国籍は韓国。だが日本生まれの日本育ちであり、競技ライセンスも日本で取得している。国籍を世間に公表したのが引退後という事情もあるが、マシンのネームの横に国籍を示す意味で描かれた国旗、優勝時に掲げられた国旗・流された国歌も全て日本のものであり、競技上は完全に「日本人」としての参戦だった。原田哲也が1993年に250ccでチャンピオンを獲得した際にも、「16年振りの日本人チャンプ」と表現されていた。

- レーサーとしての精神性を武士道や禅といったものの中に求め、メンタル（精神）トレーニングに取り入れていた事から、欧米のライダーからは神秘的な男だと評されていた。

- 災害時発生時に救急救援活動を行うバイクレスキュー隊のNPO法人『BERT』を松下弘幸らと2012年春に設立。代表理事を務めている。

## 映画
出演映画
- 泉優二 監督『甦るヒーロー 片山敬済』日本ヘラルド、1984年
- 和泉聖治 監督『パッセンジャー 過ぎ去りし日々』松竹、1987年

出演が予定されていた映画
- 泉優二 原作『ウィンディー』東宝東和、1984年
  - 泉は片山が主演する映画として企画したが、片山の日程上の都合で出演できなかった。
- ジョー・マソット 監督『ザ・ライダー』1984年
  - バリー・シーンが主演する映画で、出演が決まっていたのだが、怪我により出演できなかった。『ザ・ライダー』は『甦るヒーロー 片山敬済』と同時上映であった。